# Бокс на Летњим олимпијским играма
Бокс се на Олимпијским играма први пут појављује 1904. године. Само једном је изостављен из олимпијског програма и то 1912. године када је Стокхолм, као домаћин, одлучио да бокс буде један од три спорта који се неће наћи у програму за ту годину.
Све до Олимпијских игара у Лондону 2012. године бокс је имао само мушку део турнира, да би у престоници Енглеске по први пут направљено такмичење и за даме.
Мушкарци се такмиче у осам различитих тежинских категорија, док се даме такмиче у пет.
Прву златну олимпијску медаљу 1904. године освојио је у перо-лакој категорији Американац Џорџ Фајнген победивши у финалу свог сународника Мајлса Буркија техничким нокаутом.
Прва дама која је освојила златну медаљу је Николо Адамс која је представљајући Велику Британију на Олимпијским играма у Лондону 2012. године у финалу на поене савладала Кинескињу Чанчан са 16:9
Кубанци Феликс Савон и Теофило Стивенсон као и Мађар Ласло Пап једини су такмичари са по три освојене златне медаље.
Рус Михаил Миша Алојан једини је боксер коме је због добинга одузета медаља. Миша је због коришћења недозвољених супстанци остао без сребрне медаље (категодија до 52 кг) на Олимпијским играма у Лондону 2012. године, па му је додељена бронзана медаља